# Милоградская культура

Балтийские культуры конца раннего — начала среднего железного века (600—400 гг. до н. э.):
— поморская культура
— экспансия культуры подклёшевых погребений (преемницы Поморской культуры)
— культура штрихованной керамики
— милоградская культура
— днепро-двинская культура
Культура самбийских курганов:
— группа Самбии-Натангии
— группа западной Мазурии (вероятно связанная с пре-галиндами)
— ятвяжская группа
— пре-куршская группа

Милоградская культура (подгорцевско-милоградская культура, милоградско-подгорцевская культура) — археологическая культура VII—III веков до н. э., распространённая в бассейне Припяти, Верхнем и Среднем Поднепровье, а также в верховьях Южного Буга. Названа по городищу близ деревни Милоград (Беларусь). Выделена в середине XX века археологами В. Н. Даниленко (как памятники подгорцевского типа), Ю. В. Кухаренко и О. Н. Мельниковской.

## Хозяйство и материальная культура
Носители милоградской культуры практиковали животноводство и подсечное земледелие, охотились на лесных зверей и ловили рыбу. Умели получать железо, обрабатывали цветные металлы.
Поселения как укреплённые (их остатками выступают городища), так и без укреплений (сохранились селища). Милоградцы селились как в полуземлянках срубной или каркасной конструкции (иногда со столбом в центре), так и в наземных постройках (часто пол углублён ниже уровня почвы). Для жилищ характерны открытые очаги.
В погребальном обряде преобладает кремация: в ямках округлой формы иногда находят сожжённые останки людей, перемешанные с обломками посуды. Курганные захоронения в ямах и срубах известны только в западной части милоградского ареала. Находки фрагментов черепов без признаков сожжения иногда трактуются как свидетельство культовой антропофагии.

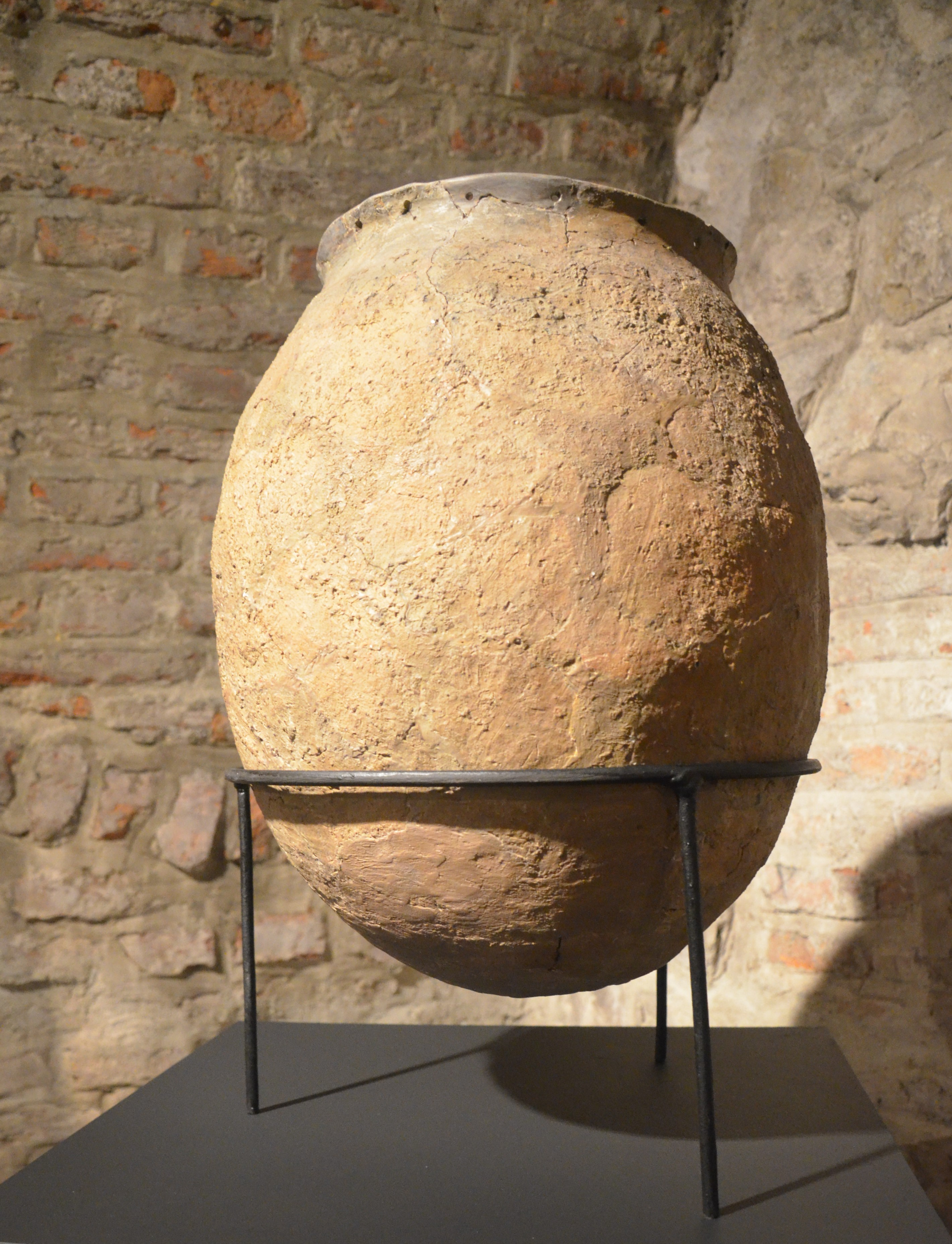
Керамический сосуд милоградской культуры

Характерная черта материальной культуры милоградцев — глиняные пряслица (грузики) в виде креста, либо повторяющие форму керамических сосудов (в том числе более ранней эпохи). Керамический комплекс милоградской культуры составляют преимущественно миниатюрные сосуды с округлым (реже с плоским) дном, обычно без орнамента. Среди изделий из железа — серпы, проушные топоры, тёсла, ножи, наконечники копий, дротиков, стрел, конская сбруя, иглы, шилья, бритвы. Встречены каменные зернотёрки и разнообразные изделия из кости.
Из украшений милоградской культуры — бронзовые и железные булавки, подвески, накладки, орнаментированные кольцами и спиралями. Узоры на изделиях (круги, звёзды и т. п.) характерны для солярных и астральных культов. Известны импортные вещи или имитации таковых (латенские браслеты, акинаки, бронзовые наконечники стрел, гвоздевидные булавки, элементы уздечного набора скифского происхождения, греческие стеклянные бусы).

## Локальные варианты
В. Е. Ерёменко выделял шесть локальных вариантов милоградской культуры:
1. Западнополесский;
2. Среднебелорусский, разделённый на две зоны: преобладания культуры штрихованной керамики и преобладания милоградской культуры;
3. Восточнополесский;
4. Верхнеднепровский;
5. Подгорцевский, разделённый на две группы: деснинскую и киевскую;
6. Волынский, разделённый на две группы: житомирскую и ровенскую[8].

## Формирование и историческая судьба
С точки зрения О. Н. Мельниковской, милоградская культура восходит к восточным группам тшинецкой культуры. Промежуточным звеном между восточно-тшинецкими и милоградско-подгорцевскими памятниками выступает лебедовская культура. Согласно новейшим представлениям, лебедовскую и милоградскую культуры разделяет лакуна, приходящаяся на IX—VII века до н. э. Возможно, корни милоградской культуры следует искать в культурах бронзового века, распространённых на территории Беларуси, однако утверждать этого нельзя из-за слабой изученности последних. В южной части милоградского ареала прослеживается скифское культурное влияние, в северной — лужицкое.
Не позднее конца III века до н. э. милоградская культура сменяется зарубинецкой. Л. Д. Поболь полагал, что зарубинецкая культура произошла от милоградской, однако большинство исследователей эту точку зрения не разделяют. По мнению О. Н. Мельниковской, С. Е. Рассадина и других учёных, некоторые милоградские памятники Беларуси сосуществуют с зарубинецкими. А. И. Дробушевский считает эту версию ошибочной. Согласно С. П. Пачковой, милоградская культура выступает в роли субстрата, поверх которого формировался верхнеднепровский вариант зарубинецкой культуры. Влияние потомков милоградцев прослежено в отдельных чертах последней (топография поселений, погребальный обряд, особенности керамики). Особенно ярко милоградские традиции проступают в материалах зарубинецкого могильника Горошков.

## Этническая атрибуция
После выхода публикаций О. Н. Мельниковской носители милоградской культуры часто отождествляются с неврами. В. П. Яйленко счёл эту гипотезу сомнительной и приписал милоградскую культуру андрофагам. Одни исследователи считают милоградцев балтами (Е. А. Шмидт, Ю. В. Кухаренко, В. В. Седов, А. Г. Митрофанов, Э. М. Загорульский), другие видят в них славян или их предков (В. Н. Даниленко, О. Н. Мельниковская, Л. Д. Поболь, Б. А. Рыбаков, С. Е. Рассадин). П. Н. Третьяков долгое время считал милоградскую культуру славянской, но затем примкнул к сторонникам её балтской атрибуции.